# Ernst von Zitzewitz (Politiker, 1835)
Ernst Wilhelm Bernhard von Zitzewitz (* 3. Januar 1835 in Berlin; † 15. August 1899 in Beßwitz, Kreis Rummelsburg in Pommern) war preußischer Oberst, Gutsbesitzer und Politiker.

## Leben

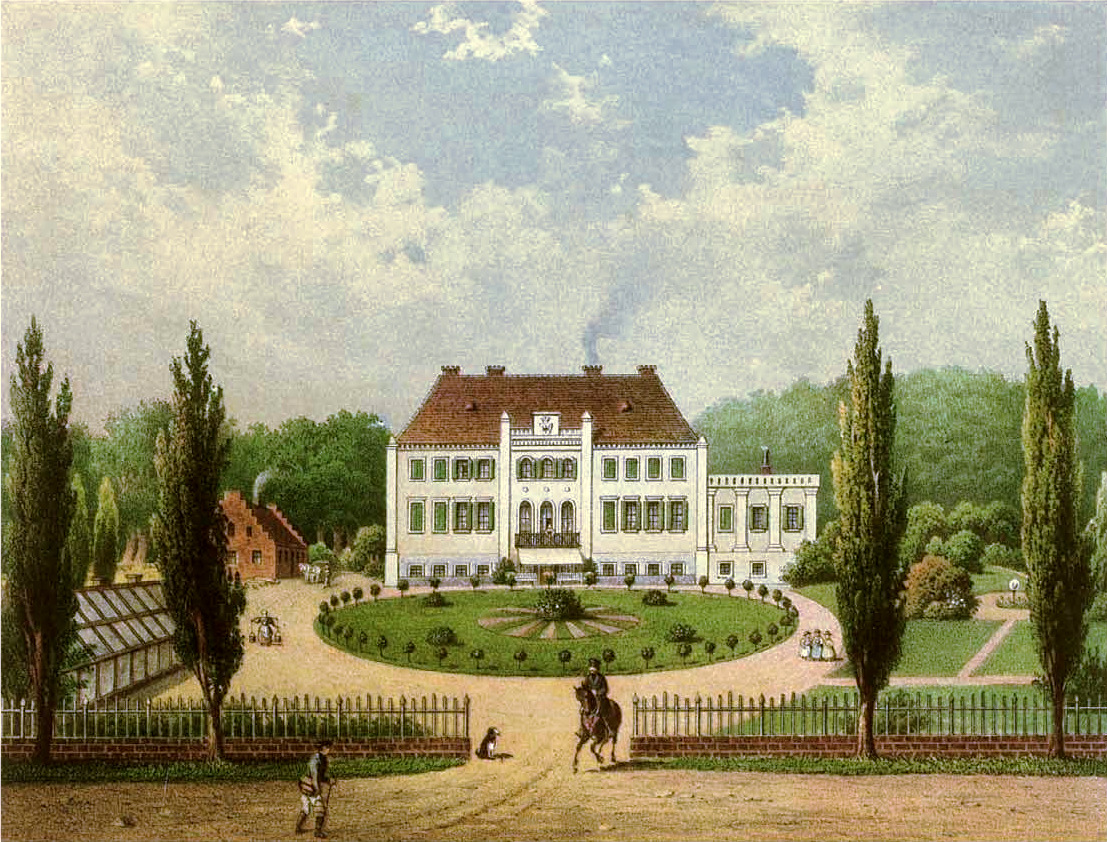
Schloss Beßwitz um 1864/65, Sammlung Alexander Duncker

Ernst von Zitzewitz entstammte dem alten hinterpommerschen Adelsgeschlecht Zitzewitz und war der Sohn des königlich preußischen Majors Franz Gustav Adolf von Zitzewitz (1807–1885), Gutsherr auf den Gütern Beßwitz mit Seehof, Püstow und Brotzen mit Pöppeln, und der Mathilde Friederike Müller genannt Weck (1815–1879).
Zitzewitz war Gutsherr auf Beßwitz (ab Juli 1884) mit Seehof und Püstow (nach dem Tod des ältesten Bruders Franz Hermann 1870), königlich preußischer Oberst und Rechtsritter des Johanniterordens. 1895 wurde er auf Präsentation des Landschaftsbezirks Herzogtum Wenden zum Mitglied des Preußischen Herrenhauses auf Lebenszeit berufen.
Zitzewitz war zu seiner Zeit ein beliebtes Ziel von Witzen, da er als hochnäsig und begriffsstutzig galt. Überliefert ist u. a. folgender Witz:

„Oberst von Zitzewitz wird im Offizierscasino gefragt: „Gestatten Herr Oberst eine Scherzfrage?“ Er etwas mürrisch: „Von mir aus, aber nichts Unanständiges, wenn ich bitten darf!“ „Selbstverständlich nicht, Herr Oberst. Die Frage lautet: Wo sind die Eier am wärmsten?“ „Und wo?“ „In der Bratpfanne!“ Der Oberst lacht kurz und fragt: „Sagen Sie, welcher Idiot setzt sich denn mit dem Arsch in die Pfanne?““

Zitzewitz heiratete am 9. Dezember 1859 in Stettin Helene (Nelly) von Salmuth, geborene Simon (1838–1924), die Tochter des königlich preußischen Rittmeisters Hugo Simon, Gutsherr auf Mariensee und anderen, und der Larissa Freiin von Puttkamer. Helene Simon war als Adoptivtochter der Natalie Freifrau von Salmuth, geborene Freiin von Puttkamer (Schwester von Helenes Mutter), am 28. Dezember 1857 in den preußischen Adelsstand ohne Diplom erhoben worden. Das Ehepaar hatte neun Söhne.
Nelly von Zitzewitz stiftete 1891 die Kirche in Beßwitz.